# Congresso ebraico mondiale

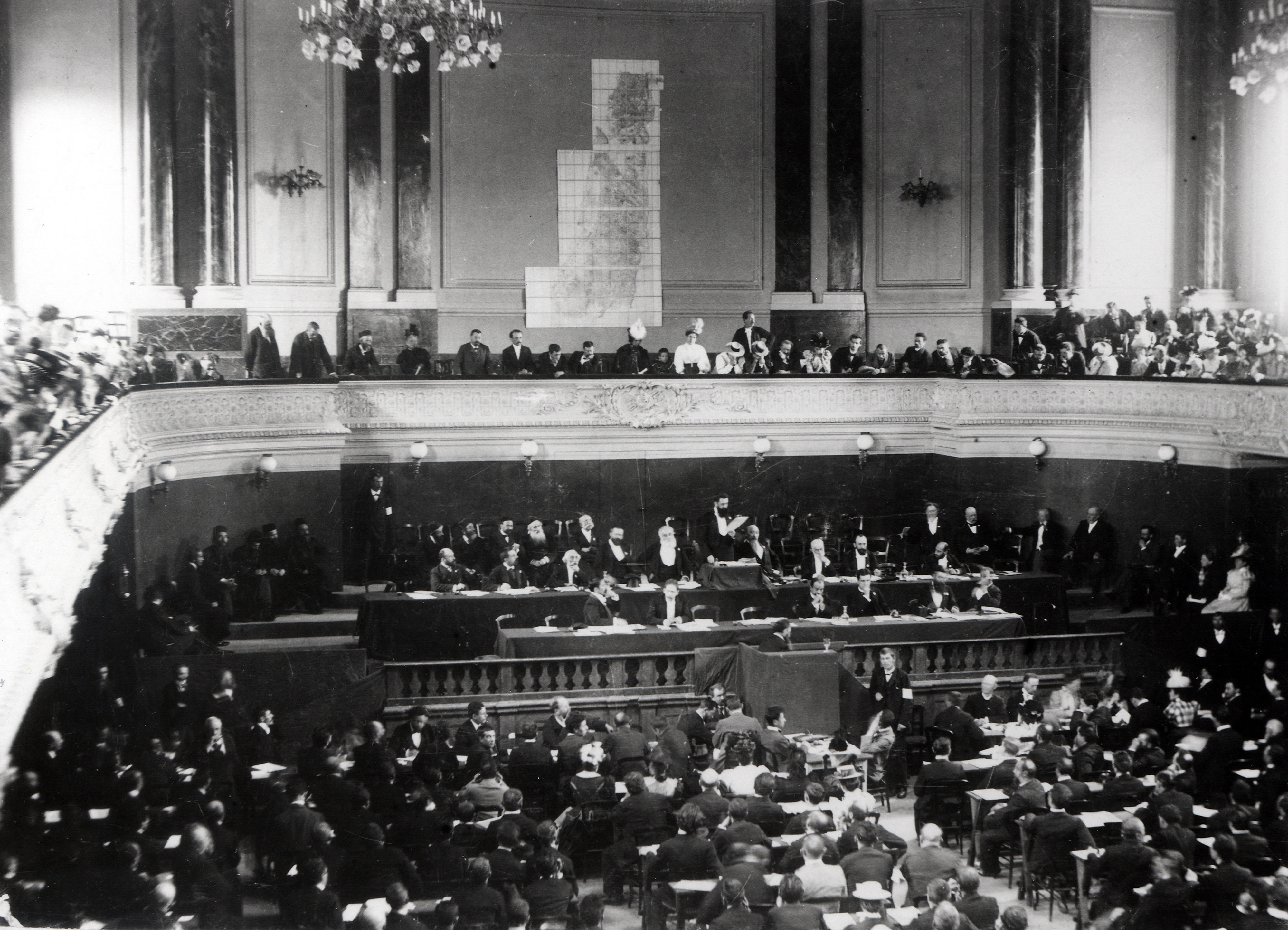
Theodor Herzl durante il primo congresso sionista mondiale nel 1897 a Basilea (Stadtcasino), in Svizzera

Il Congresso ebraico mondiale (in inglese World Jewish Congress-WJC) viene fondato a Ginevra nell'agosto del 1936 come federazione internazionale delle comunità e delle organizzazioni dell'ebraismo come organizzazione non governativa. Secondo la sua dichiarazione d'intenti lo scopo principale del "Congresso" è quello di agire come "braccio diplomatico del popolo ebraico""; il fine istituzionale è quello di rappresentare e difendere gli interessi soprattutto dei membri della Diaspora ebraica, ma anche di quanti vivono in Israele.
L'adesione è aperta a tutti i rappresentanti di gruppi o comunità ebraici indipendentemente dall'ideologia sociale, politica o economica del paese ospitante
della comunità; esso cerca intese e consenso con gruppi dai diversi orizzonti politici e religiosi, con la costante di sostenere con forza, fin dall'epoca della sua creazione, lo Stato d'Israele.
La sede centrale si trova a New York al 502 di Madison Avenue, ma l'organizzazione mantiene uffici nazionali anche a Bruxelles, Gerusalemme, Parigi, Mosca, Buenos Aires e Ginevra. Il "Congresso" usufruisce di uno status consultivo speciale al Consiglio economico e sociale delle Nazioni Unite a partire dal 1947.

## Organizzazione e organi correlati
Il WJC è composto da cinque rami regionali; America del Nord, America Latina, Europa, Asia e Israele. Oltre a ciò le "organizzazioni ombrello" ebraiche in più di 100 Paesi sono direttamente affiliate al WJC.
Il suo più alto organo decisionale è l'"Assemblea plenaria" la quale si riunisce ogni quadriennalmente per scegliere la leadership laica del "Comitato esecutivo". Oltre alle assemblee plenarie le riunioni del Comitato esecutivo vengono normalmente tenute una volta all'anno; le associazioni affiliate mandano delegati ad entrambi gli organismi ed il loro numero dipende dalle dimensioni effettive delle comunità che vengono a rappresentare.
Un incontro speciale dell'Assemblea plenaria, a cui hanno partecipato più di 400 delegati e osservatori provenienti da oltre 70 Paesi, si è tenuto a Buenos Aires nel marzo del 2015. L'ultima Assemblea regolare si è tenuta a Budapest nel maggio del 2013 con 600 tra delegati e osservatori.
Il WJC dispone anche di un istituto di ricerca con sede a Gerusalemme; esso è coinvolto nella ricerca e nell'analisi di tutta una serie di temi d'importanza rilevante per l'ebraismo contemporaneo e i suoi risultati sono pubblicati sotto forma di messaggi con indirizzo di una linea di condotta.
Operando sotto gli auspici del "Congresso" israeliano, l'"Israel Council on Foreign Relations" fin dalla sua istituzione avvenuta nel 1989 ha ospitato i capi di Stato, i primi ministri, i ministri degli Esteri e altri visitatori di spicco ed ha editato numerose pubblicazioni internazionali concernenti la politica estera israeliana, inclusa la sua rivista di politica estera triennale, intitolata Israel Journal of Foreign Affairs.
Le priorità politiche attuali del WJC includono la lotta contro l'antisemitismo - con una particolare attenzione all'aumento dei partiti europei rifacentesi più o meno direttamente al neonazismo - fornire un sostegno politico a Israele, opporsi alla "minaccia iraniana" e affrontare l'eredità lasciata dalla Shoah: la restituzione delle proprietà, la riparazione e la compensazione per i sopravvissuti, nonché il mantenerne viva la "memoria".
Uno dei principali programmi del WJC riguarda la situazione dell'esodo ebraico dai paesi arabi e musulmani. Il WJC è anche coinvolto nel dialogo interreligioso con i gruppi della cristianità e dell'islam e a favore del pluralismo religioso.

### Dirigenza
Alla XIII Assemblea plenaria di Gerusalemme nel gennaio del 2009 Ronald Steven Lauder è stato formalmente eletto all'unanimità come presidente del WJC, dopo aver svolto le funzioni di sostituto presidenziale. Lauder è stato confermato nel suo incarico dalla XIV Assemblea svoltasi a Budapest nel maggio del 2013 prima e dalla XV Assemblea di New York nell'aprile del 2017.
Il banchiere francese barone David René de Rothschild funge da presidente del comitato direttivo WJC e Chella Safra, libanese nata in Brasile, è la tesoriera dell'organizzazione. Viatcheslav Moshe Kantor, presidente del "Congresso Europeo", è stato nominato presidente del "Consiglio politico" del WJC. Dal 2013 Robert Singer è amministratore delegato e vicepresidente esecutivo.
Mentre il "Comitato esecutivo" comprende quasi 50 membri, compresi i capi delle 12 maggiori comunità ebraiche al di fuori di Israele, un comitato direttivo minore gestisce le attività quotidiane dell'organizzazione; esso è composto dal presidente, dal presidente del consiglio direttivo, dal tesoriere, dai presidenti delle cinque affiliate regionali, dai presidenti del Consiglio politico" e da altri membri.

## Storia
Il Congresso ebraico mondiale è stato fondato a Ginevra nell'agosto del 1936, in risposta all'ascesa del nazionalsocialismo e alla crescente ondata di antisemitismo europeo; fin dalla sua fondazione è stato un corpo permanente con uffici in tutto il mondo.
Gli obiettivi principali dell'organizzazione erano quelli di "mobilitare il popolo ebraico e le forze democratiche contro l'attacco nazista", "lottare per ottenere uguali diritti politici ed economici in ogni parte del mondo e in particolare per le minoranze ebraiche dell'Europa centrale e dell'Europa orientale", l'istituzione di una "Casa Nazionale Ebraica in Palestina" e la creazione di "un organismo rappresentativo ebraico mondiale basato sul concetto di unità del popolo ebraico, organizzato democraticamente e in grado di agire su questioni di interesse comune"

### Organizzazioni dei precursori (1917-36)
Le organizzazioni che hanno fatto da precursori al WJC sono state l'"American Jewish Congress" e il "Comité des Délégations Juives". Quest'ultimo è stato istituito nel marzo del 1919 per rappresentare le comunità ebraiche alla conferenza di pace di Parigi (1919) e ha sostenuto i diritti delle minoranze ebraiche presenti in vari Paesi, includendovi la negoziazione dei diritti dell'ebraismo in Turchia che ha condotto al trattato di Sèvres del 1920 e ad accordi speciali con gli altri Paesi minori dell'Est europeo.
Il "Comité" è stato composto oltre che da delegazioni della Palestina, anche degli Stati Uniti d'America, del Canada, della Russia, dell'Ucraina, della Polonia, della Galizia, della Romania, della Transilvania, della Bucovina, della Cecoslovacchia, del Regno d'Italia, della Jugoslavia e della Grecia, guidati dall'esponente del sionismo russo Leo Motzkin e finanziato principalmente dall'"Organizzazione mondiale sionista".
Tuttavia il primo impulso per la creazione del WJC è venuto dall'"American Jewish Congress" (AJC). Nel dicembre del 1917 esso ha adottato una risoluzione che richiedeva la "convocazione di un Congresso Mondiale ebraico", "non appena verrà dichiarata la pace tra le nazioni belligeranti" della prima guerra mondiale. Nel 1923 Motzkin visitò gli Stati Uniti e si rivolse al "Comitato esecutivo" dell'AJC, "invocando una Conferenza mondiale degli ebrei per discutere le loro condizioni di vita nelle varie nazioni e per creare modi e mezzi per attuare una protezione efficace dei diritti ebraici".
Conferenze co-organizzate da Motzkin e dai leader dell'AJC Julian Mack e Stephen Samuel Wise si sono svolti nel 1926 a Londra e successivamente nel 1927 a Zurigo. A questi ultimi hanno partecipato 65 ebrei provenienti da 13 paesi, rappresentanti di 43 diverse organizzazioni ebraiche, anche se i principali gruppi ebraici in Belgio, Gran Bretagna, Francia, Repubblica di Weimar, Italia e Paesi Bassi, nonché l'"American Jewish Committee" hanno declinato l'invito a partecipare.
La prima "Conferenza ebraica preparatoria mondiale" si è tenuta a Ginevra nell'agosto del 1932. Un comitato preparatorio è stato diretto dal sionista Nahum Goldmann, uno dei principali sostenitori dell'istituzione di un organismo rappresentativo ebraico internazionale. Goldmann definisce lo scopo del Congresso ebraico mondiale come segue:
La conferenza ha approvato i piani per istituire la nuova organizzazione nel 1934, con sede a New York e uffici europei a Berlino. In un manifesto i delegati hanno invitato il popolo ebraico ad unirsi come unico mezzo efficace per evitare il pericolo; gli ebrei, hanno dichiarato, hanno dovuto fare affidamento sulle proprie energie con l'assistenza di sezioni illuminate del mondo che non erano ancora state saturate dai veleni dell'antisemitismo. Hanno anche aggiunto: "il Congresso ebraico mondiale non mira ad indebolire le organizzazioni già esistenti, piuttosto a sostenerle e stimolarle".
La nuova organizzazione si sarebbe basata sul "concetto di popolo ebraico come entità nazionale e sarebbe stata autorizzata e obbligata ad affrontare tutti i problemi che riguardano la vita ebraica per cercare di risolverli".
Nell'estate del 1933, a seguito dell'ascesa al potere di Adolf Hitler e del suo Partito Nazionalsocialista Tedesco dei Lavoratori nella Germania nazista, il presidente del Congresso americano Bernard Deutsch ha invitato le organizzazioni ebraiche statunitensi a sostenere l'istituzione di un Congresso ebraico mondiale "per dimostrare la sincerità delle proprie posizioni" a favore degli ebrei, da mettere in atto in Germania.

### Fondazione (1936)
Dopo due ulteriori conferenze preparatorie nel 1933 e nel 1934 la prima assemblea plenaria, tenutasi a Ginevra nell'agosto del 1936, ha istituito il Congresso ebraico mondiale come organizzazione permanente e democratica. Le elezioni per i delegati a quel gruppo dovevano essere conformi ai principi della democrazia, cioè segreti, diretti e basati sulla rappresentazione proporzionale; i 52 delegati americani per esempio sono stati scelti in una "Convenzione elettorale" che si è riunita a Washington il 13/14 giugno 1936, a cui hanno partecipato 1.000 rappresentanti di 99 comunità presenti in 32 degli Stati federati degli Stati Uniti d'America.
L'obiettivo espresso era quello dell'unità ebraica e il rafforzamento dell'influenza politica per assicurare la sopravvivenza del popolo della diaspora ebraica, il che comprendeva anche la creazione di uno stato ebraico. I 230 delegati che rappresentavano 32 paesi si sono riuniti per il primo appuntamento affrontando una conferenza stampa a Ginevra; Stephen S. Wise attaccò gli ebrei tedeschi i quali si opponevano al WJC. Ha dichiarato: "devo chiarire che il congresso non è un parlamento né un tentativo parlamentare. Non è altro che un gruppo di rappresentanti di quegli ebrei che scelgono di associarsi alla difesa dei diritti ebraici; rimane interamente rappresentativo fintantoché tutti gli ebrei scelgono di essere rappresentati da esso".
Sebbene i delegati abbiano eletto il giudice federale statunitense - in passato già presidente dell'"American Jewish Congress" - Julian William Mack come presidente onorario della WJC, Wise è stato nominato presidente dell'Esecutivo e quindi "de facto" leader del congresso. Nahum Goldmann è stato nominato presidente del comitato amministrativo. Il nuovo direttore ha immediatamente formulato una dichiarazione che richiedeva al governo britannico di non fermare l'immigrazione in Palestina presentandola ai diplomatici britannici a Berna.
Il WJC ha scelto inizialmente come sua sede Parigi e ha anche aperto un ufficio di collegamento alla Lega delle Nazioni a Ginevra, prima guidata dall'avvocato internazionale svizzero e dal consulente legale WJC Paul Guggenheim e in seguito da Gerhart Moritz Riegner, già segretario di Guggenheim.
Nella sua lotta contro la crescente spirale di antisemitismo in Europa il WJC ha seguito un approccio a due fasi: la sfera politica e giuridica (principalmente il gruppo di pressione alla "Lega delle Nazioni" e le dichiarazioni pubbliche) da un lato e un tentativo di organizzare un boicottaggio di prodotti provenienti da paesi come la Germania nazista dall'altro. Data la debolezza della "Lega delle Nazioni" nei confronti della Germania e degli sforzi realizzati con successo dal regime nazista per eliminare il boicottaggio economico dei prodotti tedeschi, entrambi gli approcci non si sono rivelati molto efficaci.
A seguito dei pogromi contro gli ebrei di Germania nel 1938 denominati Notte dei cristalli, in cui almeno 91 ebrei furono uccisi e molte sinagoghe e negozi ebraici distrutti, il WJC ha rilasciato una dichiarazione: "sebbene il Congresso deplora la fatale sparatoria contro un funzionario dell'ambasciata tedesca a Parigi compiuta da un giovane ebreo polacco di diciassette anni (vedi Herschel Grynszpan), si trova obbligato a protestare energicamente contro gli attacchi violenti della stampa tedesca contro l'intero ebraismo a causa di questo atto e, in particolare, a protestare contro le rappresaglie intraprese contro gli ebrei tedeschi dopo il delitto".
Con lo scoppio della seconda guerra mondiale nel settembre del 1939 la sede del WJC si trasferì da Parigi a Ginevra per facilitare le comunicazioni con le comunità ebraiche europee. Nell'estate del 1940, quando la maggioranza del continente europeo era caduto sotto l'occupazione nazista, il quartier generale del "Congresso" è stato trasferito a New York per condividere lo spazio ufficiale con l'"American Jewish Congress"; nel frattempo un ufficio WJC speciale è stato istituito a Londra. La sezione britannica era incaricata di agire come rappresentante europeo dell'organizzazione.
Parte del personale che ha lavorato negli uffici europei del WJC sono migrati negli Stati Uniti d'America quando la WJC ha trasferito la propria sede. All'ufficio di New York negli anni quaranta i principali dipartimenti erano: "Dipartimento Politico", "Istituto per gli Affari Ebraici" (ricerca e lavoro legale), "Soccorso e Salvataggio", "Dipartimento per la Cultura e l'Istruzione" e "Dipartimento dell'Organizzazione". Nel 1940 la WJC aprì un ufficio di rappresentanza a Buenos Aires.

### Gli sforzi del WJC durante la Shoah e le sue conseguenze
Le priorità iniziali del WJC comprendevano la salvaguardia dei diritti delle minoranze ebraiche, la lotta contro l'antisemitismo in Europa e la fornitura di aiuti di emergenza agli ebrei in fuga dalla persecuzione nazista. Il WJC si è concentrato anche sulla sicurezza per i rifugiati e le vittime di guerra; nel 1939 istituì un comitato di soccorso per i rifugiati di guerra ebrei (RELICO) e collaborò con il Comitato Internazionale della Croce Rossa per proteggere gli ebrei nei paesi occupati dai nazisti.
Sotto gli auspici del WJC sono state istituiti 18 comitati statunitensi composti da esiliati in rappresentanza delle diverse comunità ebraiche europee cadute sotto il dominio nazista. I comitati sono stati modellati sui governi in esilio e il loro compito era quello di fornire un sostegno morale e materiale agli ebrei nei rispettivi paesi e di preparare un programma di richieste ebraiche per il dopoguerra. Tutti i comitati rappresentativi hanno costituito insieme il "Consiglio consultivo sugli affari ebraici europei", che è stato inaugurato nel corso di una conferenza tenutasi a New York nel giugno del 1942.
Il WJC ha anche intensificato i contatti con i governi alleati della seconda guerra mondiale per conto dei rifugiati e ha invitato le organizzazioni ebraiche statunitensi a lavorare per l'abrogazione delle quote di immigrazione nei confronti dei profughi ebrei. Nel 1940 il generale Charles de Gaulle, il capo del governo in esilio di "France libre", promise al WJC che tutte le misure adottate dal governo di Vichy contro gli ebrei sarebbero state annullate subito dopo la liberazione di Parigi.
Alla fine del 1941 e all'inizio del 1942 i diplomatici e i giornalisti occidentali cominciarono a ricevere informazioni sparse sui massacri commessi nazisti nei riguardi di molte migliaia di ebrei nel Governatorato Generale e nei territori russi occupati. Tuttavia, la notizia era difficile da confermare. Nel giugno del 1942 Ignacy Schwarzbart, uno dei due rappresentanti del "Consiglio nazionale polacco" del governo polacco in esilio, ha tenuto una conferenza stampa con i funzionari del WJC a Londra, dove si è affermato che circa un milione di ebrei erano già stati uccisi dai tedeschi.

#### Telegramma Reigner
L'8 agosto del 1942 il rappresentante di Ginevra del WJC Gerhart Moritz Riegner ha inviato un telegramma al vice console statunitense a Ginevra ove si informavano per la prima volta gli alleati sul progetto di genocidio nazista della "soluzione finale della questione ebraica". Riegner aveva ricevuto le sue informazioni dall'industriale tedesco Eduard Schulte. Il telegramma recitava:
Solo alcune settimane dopo, il 28 agosto del 1942, il presidente del WJC Stephen Samuel Wise ricevette il messaggio allarmante di Riegner. Il telegramma è stato accolto con incredulità nonostante le prove preesistenti delle avvenute esecuzioni di massa. Il Dipartimento di Stato degli Stati Uniti d'America lo considerava "una voce selvaggia, alimentata da ansie ebraiche", mentre il Foreign Office britannico rifiutò per il momento di far inoltrare il telegramma e richiese che le accuse dovessero essere prima vagliate. Solo il 25 novembre del 1942 il WJC è stato autorizzato a rilasciare la notizia al mondo.
Il 28 luglio del 1942 20.000 persone hanno partecipato a una manifestazione "Stop Hitler Now" organizzata dal WJC al Madison Square Garden. Il 1º marzo del 1943 circa 22.000 persone si affollarono nella stessa sala e altri 15.000 si trovavano all'esterno in occasione di un incontro del WJC diretto da Wise, Chaim Weizmann, il sindaco di New York Fiorello La Guardia e altri..
Tuttavia il governo statunitense ha continuato a non tenere in considerazione gli appelli per salvare gli ebrei europei. All'inizio del 1944 il segretario al tesoro degli Stati Uniti d'America Henry Morgenthau Jr. affermava davanti al presidente degli Stati Uniti d'America Franklin Delano Roosevelt che "alcuni funzionari del nostro Dipartimento di Stato" avessero fallito, sebbene fosse dovuto essere un loro dovere imperativo quello di "impedire lo sterminio degli ebrei in un'Europa controllata dalla Germania".

#### Tentativi di salvataggio
Durante la guerra il WJC ha intensificato gli sforzi presso i governi degli alleati della seconda guerra mondiale affinché concedessero i visti ai rifugiati ebrei provenienti dall'Europa e per assicurare il ripristino dei diritti delle minoranze ebraiche nelle aree liberate [47]. Nonostante l'opposizione del Dipartimento di Stato americano il WJC ha ottenuto il permesso del Dipartimento del Tesoro di trasferire fondi in Europa per il salvataggio e l'assistenza degli ebrei vittime della persecuzione. Secondo una relazione di Riegner questi fondi hanno contribuito a portare 1.350 bambini dai paesi occupati in Svizzera e 70 in Spagna.
Tuttavia alla "Conferenza dei rifugiati di Bermuda" nel 1943 sia gli Stati Uniti che la Gran Bretagna hanno rifiutato di ampliare le loro politiche di immigrazione, nemmeno in direzione del Mandato britannico della Palestina. In risposta il WJC ha pubblicato un commento che ha dichiarato: "la verità è che ciò che sta alla base del rifiuto di aiutare gli ebrei europei non è che un tale programma sia pericoloso, si tratta bensì di una semplice mancanza di volontà di risolvere i loro problemi". Solo nel gennaio del 1944 il presidente Roosevelt ordinò l'istituzione del "Comitato per i rifugiati di guerra", il cui scopo era "salvare le vittime dell'oppressione nemica che sono in imminente pericolo di morte".
Il WJC ha anche cercato - in gran parte invano - di convincere il Comitato Internazionale della Croce Rossa (CICR) a far valere la sua autorità con maggiore forza nei confronti dei tedeschi e lo ha esortato a garantire lo status di prigionieri di guerra civili - secondo quanto stabilito dalla Terza Convenzione di Ginevra sui prigionieri - per tutti quegli ebrei che erano rinchiusi nei ghetti e nei campi di concentramento nazisti e che avrebbero avuto il diritto di assistenza internazionale. Tuttavia il CICR è stato costretto ad ammettere che "non è in grado di esercitare pressioni sui governi" e che il successo del suo lavoro "dipende da un seguito di concessioni parziali e amichevoli".

#### Lettera al Dipartimento di Stato
Il 9 agosto del 1944 Leon Kubowitzki (più tardi Aryeh Leon Kubovy), il capo del "Dipartimento di salvataggio" del WJC, ha inviato un messaggio proveniente da Ernest Frischer del "Consiglio di Stato cecoslovacco" al Dipartimento di Stato degli Stati Uniti d'America che esortava la distruzione delle camere a gas e il bombardamento delle linee ferrovie che conducevano al campo di concentramento di Auschwitz. Il sottosegretario alla guerra John J. McCloy ha respinto il suggerimento cinque giorni dopo, scrivendo a Kubowitzki:
Nel novembre del 1944, alla "Conferenza di Emergenza di Guerra" tenutasi a Atlantic City, il WJC elaborò un programma per il periodo del dopoguerra il quale includeva richieste di riparazioni da parte della Germania agli ebrei e l'uso illimitato di proprietà per il reinserimento ebraico. A questa conferenza Stephen S. Wise è stato eletto presidente del "Congresso ebraico mondiale". I delegati hanno deciso di intraprendere uno sforzo di raccolta fondi pari a 10 milioni di dollari per portare aiuti e per una maggiore attività politica in tutto il mondo. L'agenzia di stampa JTA ha inoltre segnalato quanto segue:
Video relativo:  Stephen Wise addresses the World Jewish Congress War Emergency Conference in Atlantic City, November 1944..

#### Riunione del rappresentante del WJC con il leader delle SS Heinrich Himmler

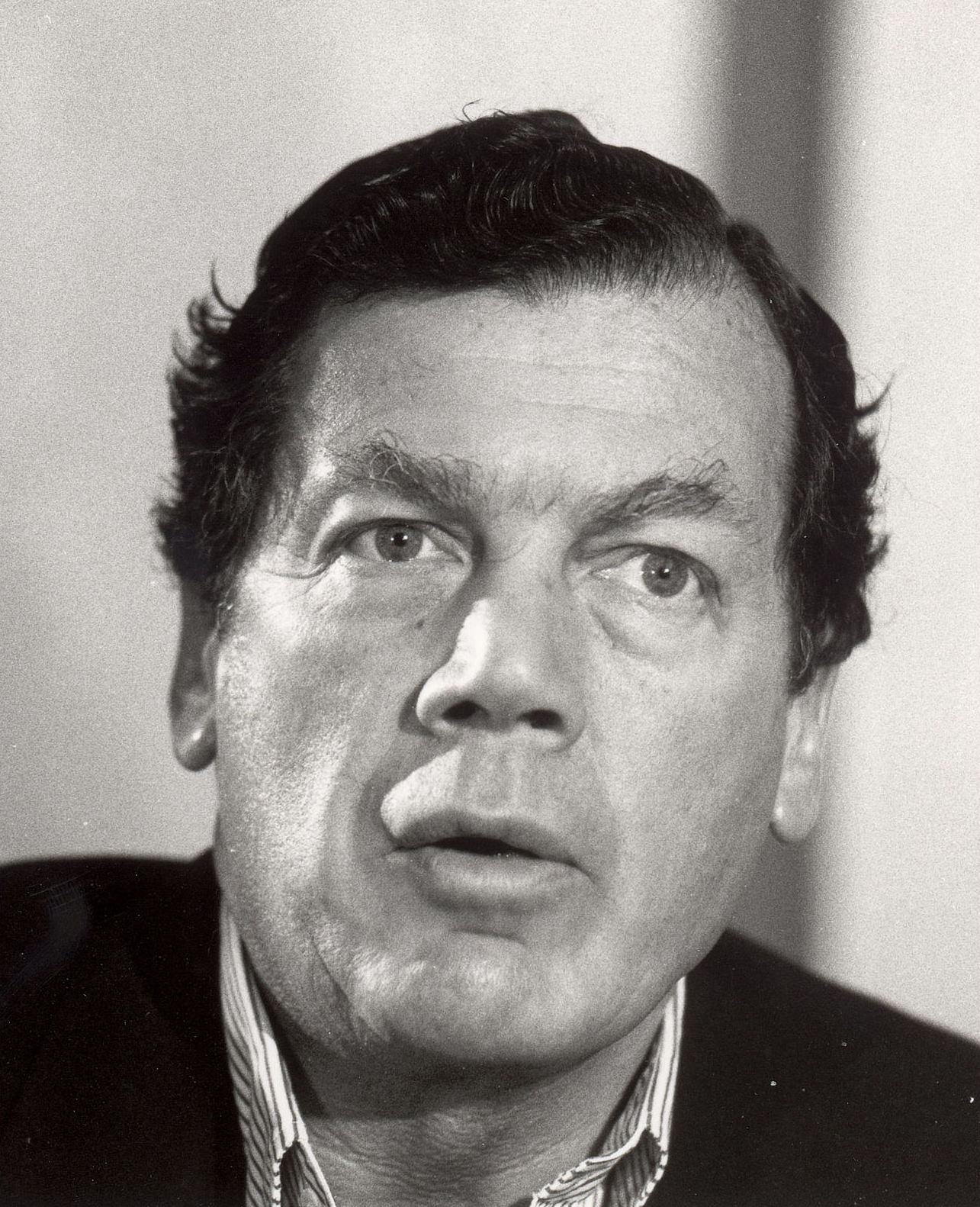
Edgar M. Bronfman, presidente dal 1981 al 2007

Nel febbraio del 1945 il capo dell'ufficio svedese del WJC Hilel Storch ha stabilito un contatto attraverso un intermediario con il capo delle SS Heinrich Himmler.
In aprile Norbert Masur della sezione svedese del WJC ha incontrato segretamente Himmler a Herzfeld, a circa 70 km a nord di Berlino, nella villa del fisioterapista Felix Kersten; a Masur era stata promessa una condizione di sicurezza dallo stesso Himmler. Attraverso i negoziati con il leader nazista e i successivi colloqui con il capo della Croce Rossa svedese Folke Bernadotte il WJC è stato autorizzato a salvare 4.500 detenuti femminili dal campo di concentramento di Ravensbrück. Circa la metà di queste donne, che erano state deportate in Germania da oltre 40 Paesi diversi, erano ebree.
Vedi anche  Hilel Storch. URL consultato il 19 settembre 2017 (archiviato dall'url originale il 7 dicembre 2012).

## Allegati

### Elenco dei presidenti
- Julian William Mack - presidente onorario (1936-43).
- Stephen Samuel Wise (1944-1949, dal 1936-1944 presidente dell'esecutivo)[53].
- Nahum Goldmann (1949-1977, ad interim fino al 1953)[54].
- Philip Mrris Klutznick (1977-1979)[55].
- Edgar Miles Bronfman (1979-2007, ad interim fino al 1981)[56].
- Ronald Steven Lauder (2007-presente, ad interim fino al 2009)[57].

### Elenco dei segretari generali
- Irving Miller (1936-1940)[58]
- Arieh Tartakower (1940-1945)[59].
- A. Leon Kubowitzki (1945-1948)[60].
- Gerhart Moritz Riegner (1948-1983, direttore coordinatore fino al 1959)
- Israel Singer (1983-2001, direttore esecutivo fino al 1985)
- Avi Beker (2001-2003)[61].
- Stephen E. Herbits (2005-2007)
- Michael Schneider (2007-2011)[62].
- B. Daniel Diker (2011-2013)[63]
- Robert Singer (dal 2013) - vicepresidente esecutivo e amministratore delegato[64].